# Michael Boettge
Michael Boettge (* 4. Dezember 1950 in Frankfurt am Main; † 20. Oktober 2010) war ein deutscher Fernseh- und Bühnenschauspieler.

## Leben und Wirken
Seine Schauspielausbildung absolvierte Boettge am Mozarteum in Salzburg, es folgten Engagements in Dortmund, Pforzheim und Karlsruhe. In Wien spielte er am Theater in der Josefstadt, später wechselte er ans Bayerische Staatsschauspiel in München. Parallel dazu wirkte er in über sechzig Fernsehfilmen, Fernsehserien und Literaturverfilmungen mit.
Bei den Salzburger Festspielen verkörperte er von 1978 bis 1980 den Spielansager im Jedermann. Von 1985 bis 2010 gehörte er zum Ensemble der Luisenburg-Freilichtfestspiele nahe Wunsiedel, wo er als Puck im Sommernachtstraum debütierte, aber auch so unterschiedliche Rollen spielte, wie den Lucky in Warten auf Godot, den Jacques in Wie es euch gefällt, den Kardinal Richelieu in den Drei Musketieren oder den Pantalone im Diener zweier Herren. Kurz vor seinem Tod war er in der Luisenburg-Produktion der Rocky Horror Show zu sehen. Boettge erlag im Alter von 59 Jahren einem Krebsleiden.

## Filmografie
- 1978: Die Rache (Episode 20 von Der Alte)
- 1979: Wunder einer Nacht
- 1979: Tatort: Der King
- 1980: Merlin (Fernsehserie, 5 Folgen)
- 1980: Ein Lied aus Thebe (Episode 68 von Derrick)
- 1980: Eine Rechnung geht nicht auf (Episode 78 von Derrick)
- 1982: Tatort: So ein Tag …
- 1984: Brennweite Tausend (Episode 84 von Der Alte)
- 1984: Vor dem Sturm (Miniserie, 5 Folgen)
- 1984: Tod eines Schaustellers
- 1985: Ein Mann macht klar Schiff (Fernsehserie, 2 Folgen)
- 1985: Lange Nacht für Derrick (Episode 131 von Derrick)
- 1991: Der Tote spielt fast keine Rolle (Episode 201 von Derrick)

## Auszeichnung
- Kainz-Medaille